# Lethrus kabaki
Lethrus kabaki är en skalbaggsart som beskrevs av Nikolajev 1998. Lethrus kabaki ingår i släktet Lethrus och familjen tordyvlar. Inga underarter finns listade i Catalogue of Life.